# 1854 aux échecs
| Années des échecs : 1851 - 1852 - 1853 - 1854 - 1855 - 1856 - 1857    |
| Décennies des échecs : 1820 - 1830 - 1840 - 1850 - 1860 - 1870 - 1880 |

Cet article présente les faits marquants de l'année 1854 aux échecs.

## Matchs formels
- Joszef Szen - Ernst Falkbeer 10-10 1854 Vienne[1]
- Sergueï Ouroussov - Carl Von Jaenisch 2-2 1854 St Petersbourg[2]
- Ilya Shumov - Carl Von Jaenisch 7-5 1854 St Petersbourg[3]
- Carl Von Jaenisch - Ilia Choumov 5-3 1854 St Petersbourg[4]
- Sergueï Ouroussov - Ilia Choumov 12-9 1854 St Petersbourg[5]

## Divers
- Le Turc mécanique est détruit dans l'incendie qui ravage le musée chinois de Philadelphie où il est remisé.

## Naissances
- Isidor Gunsberg

## Nécrologie
- 8 septembre : Elijah Williams